# Evangelische Theologische Faculteit
Die Evangelische Theologische Faculteit (ETF, deutsch Evangelisch-Theologische Fakultät Löwen) ist eine staatlich anerkannte wissenschaftliche Hochschule mit Sitz in Löwen (niederländisch Leuven) in der belgischen Region Flandern. Sämtliche Studiengänge sind akkreditiert und denen an belgischen Universitäten gleichgestellt.

## Geschichte
1919 wurde in Brüssel das Bijbelinstituut België gegründet, eine Ausbildungsstätte für Evangelisten, die am 28. Mai 1971 außerdem als Ausbildungsstätte für Religionslehrer anerkannt wurde und 1975 nach Heverlee, einer Teilgemeinde der Universitätsstadt Löwen, umzog. 1981 wurde dort die Evangelische Theologische Faculteit (ETF) gegründet. Am 21. Januar 1983 wurde die ETF nach dem in Belgien geltenden Recht der Universitätsausbildung durch Königliches Dekret staatlich anerkannt zur Verleihung von Licentiaten- und Doktorgraden.
Im Hochschulgesetz vom 4. April 2003, welches die Reformen im Rahmen des Bologna-Prozesses für die Flämische Gemeinschaft Belgiens regelt, wird die Anerkennung der ETF als wissenschaftliche Hochschule bestätigt und die Einführung des zweistufigen Studiensystems (Bachelor/Master) ab dem Studienjahr 2004/05 angeordnet. Die akademischen Grade der ETF umfassen seither den Bachelor-, Master- und Doktorgrad der Theologie und Religionswissenschaften.
Im Rahmen der mit dem Hochschulgesetz vom 4. April 2003 eingeführten Akkreditierungspflicht für alle flämischen Hochschulstudiengänge wurde im Herbst 2005 vom Flämischen Interuniversitären Rat eine Visitation der theologischen Fakultäten Flanderns organisiert. Aufgrund der positiven Ergebnisse wurden die zweistufigen Studiengänge der ETF ab September 2007 von der Niederländisch-Flämischen Akkreditierungsorganisation (NVAO) akkreditiert.
Rektor der ETF war von 2007 bis 2018 Patrick Nullens, dessen Promotion vom früheren Professor an der ETF und der STH Basel, dem konservativen deutschen Theologen Georg Huntemann begleitet wurde. Seit 2019 ist Jos de Kock Rektor. und Dekan ist seit 2004 Andreas J. Beck.

## Studiengänge
Der dreijährige Bachelorstudiengang der Theologie und Religionswissenschaft ist niederländischsprachig, während der darauf aufbauende zweijährige Masterstudiengang der Theologie und Religionswissenschaft englischsprachig ist. Auch der Promotionsstudiengang der Theologie und Religionswissenschaft (Dr. theol.) ist international und englischsprachig.
Sowohl das Bachelor- als auch das Masterprogramm haben folgende Studienzweige: Bibel und Theologie, Gemeinde und Pastorat, Religion und Pädagogik. Dem letztgenannten Studienzweig ist die Ausbildung evangelischer Religionslehrer zugeordnet.
Lehre und Forschung sind nach den sechs Fachbereichen Altes Testament, Neues Testament, historische Theologie, systematische Theologie, praktische Theologie und Religionswissenschaften und Missiologie organisiert. Daneben sind der ETF seit Anfang 2008 drei Forschungsinstitute eingegliedert: das Research Center for Early Christianity, das Institute of Post-Reformation Studies und das Institute of Leadership and Ethics.

## Ausstattung

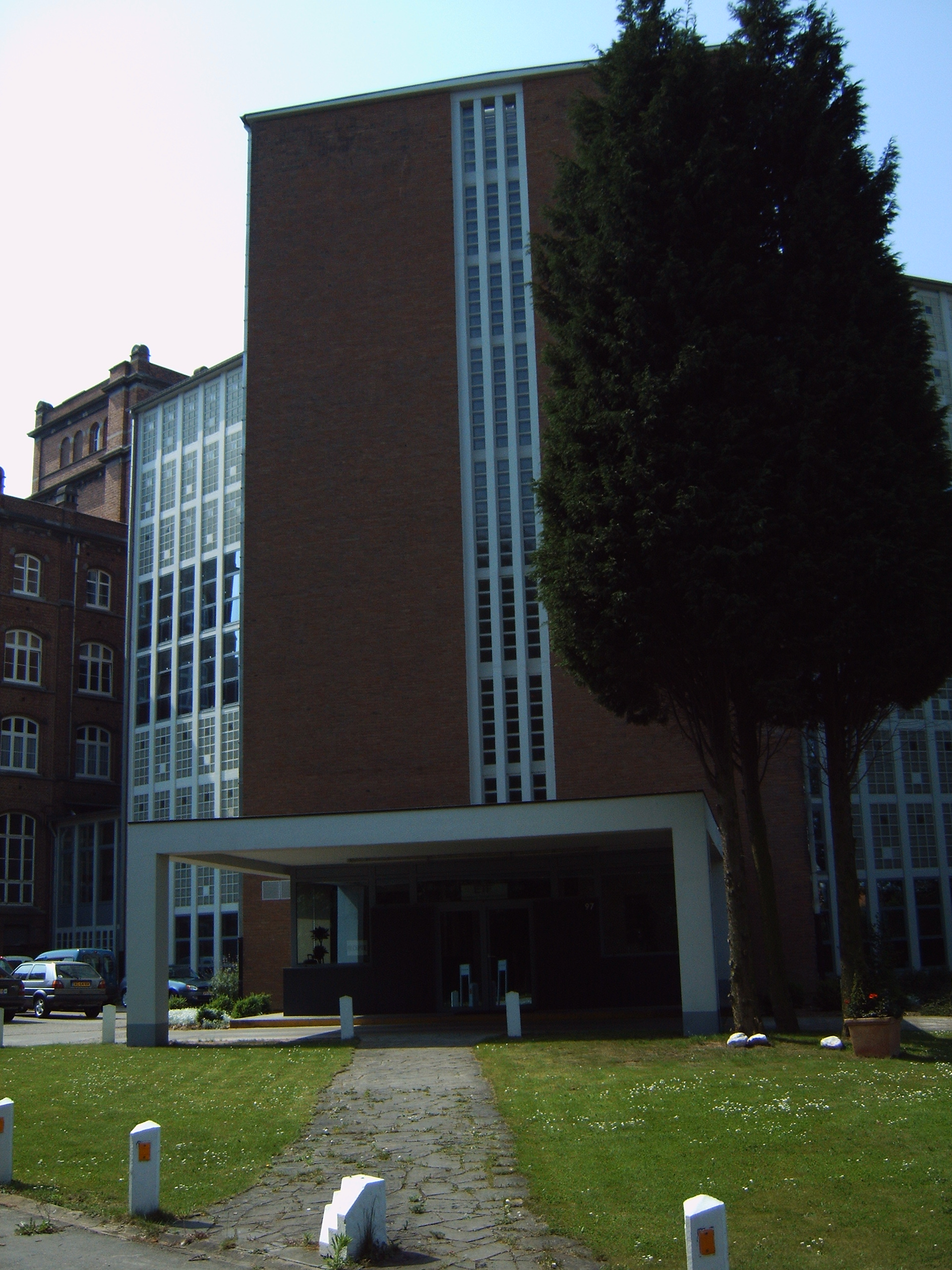
Gebäude der ETF

Jeder der sechs Fachbereiche ist mit mindestens zwei Professoren und zusätzlichen Dozenten und/oder Assistenten besetzt. Insgesamt lehren an der ETF 16 Professoren, 6 Dozenten, 8 Assistenten und 12 Gastprofessoren (Stand 2007/08). 
Die Fachbereichsleiter sind:
- Andreas J. Beck (historische Theologie)
- Pieter Boersema (Religionswissenschaften und Missiologie)
- René Erwich a. i. (praktische Theologie)
- Hendrik Koorevaar (Altes Testament)
- Ronald Michener (systematische Theologie)
- Gie Vleugels (Neues Testament)

Im Hochschulgebäude mit eigenem Campus befindet sich u. a. eine theologische Fachbibliothek mit ca. 50.000 Bänden. Darüber hinaus steht Studierenden und Professoren die sich in nächster Nähe befindende bedeutende Bibliothek der Katholieke Universiteit Leuven zur Verfügung.
Im Oktober 2018 zählte die ETF insgesamt 215 Studierende und Doktoranden, davon 98 im Bachelorstudiengang, 81 im Masterstudiengang und 36 im Promotionsstudium.